# Monocoila secunda
Monocoila secunda är en stekelart som beskrevs av Szepligeti 1914. Monocoila secunda ingår i släktet Monocoila och familjen bracksteklar. Inga underarter finns listade i Catalogue of Life.